# 2013-as cseh korrupciós válság

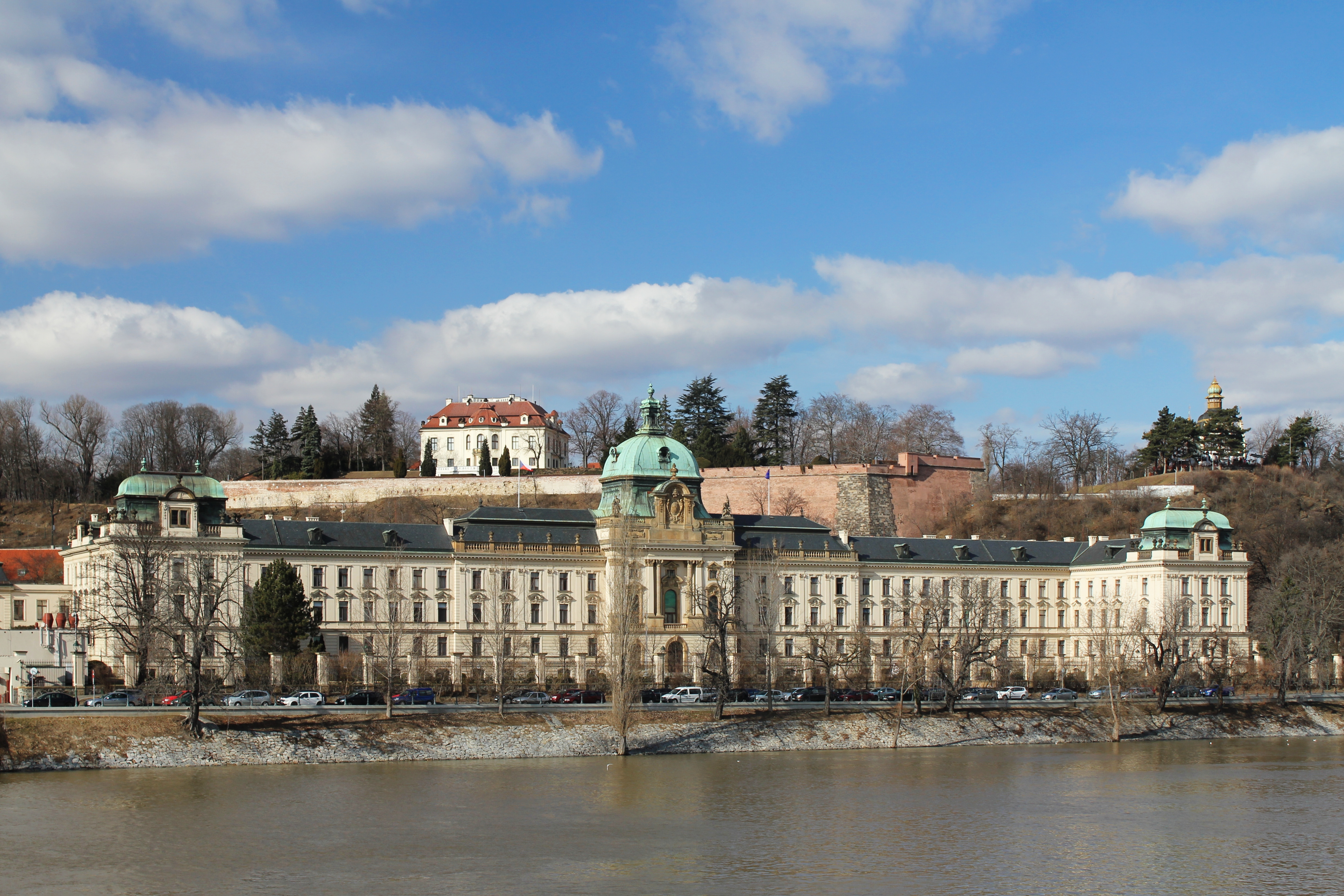
A cseh kormány központi épületét, a Straka Akadémiát rendőrök rohamozták meg.

A 2013-as cseh korrupciós válság 2013 júniusában egy szervezett bűnözés elleni csehországi akcióval indult, melyet a Cseh Rendőrség Szervezett Bűnözés Elleni Csoportja (csehül: Útvar pro odhalování organizovaného zločinu, ÚOOZ) és a Legfőbb Ügyészség (csehül: 'Vrchní státní zastupitelství') indított Olomoucban. Az ügyben több magas rangú állami vezető, kétes vállalkozó és több lobbista is érintett volt. A botrány a cseh politikai élet felső köreit is érintette, többek között Petr Nečas miniszterelnököt és koalíciós kormányának több tagját. Ennek eredményeképpen a miniszterelnök és kabinetje június 17-én benyújtotta a lemondását. Nečas ugyanakkor a Civil Demokrata Párt vezető tisztjéről is lemondott.

## Áttekintés
Robert Šlachta, a Szervezett Bűnözés Elleni Egység vezetője szerint az ügy vizsgálata 2012 elején kezdődött. Ivo Ištvan, az olomouci legfőbb ügyész megerősítette, hogy 400-nál is több rendőr vet részt a vizsgálatokban.
2013. június 13-án a cseh miniszterelnök legközelebbi szövetségeseit és tanácsadóit vették őrizetbe de az ellenük felhozott vádakat ekkor még nem hozták nyilvánosságra. Az őrizetbe vettek közé tartozott többek között Jana Nagyová, a miniszterelnökséget vezető kabinetfőnök, Lubomír Poul, a Kormányhivatal elnöke. Ondrej Páleník, a katonai hírszerzés egykori és Milan Kovand akkor hivatalban lévő vezetője, Ivan Fuksa, egykori miniszter és Petr Tluchoř miniszterhelyettes is. A kormány központját, valamint több lobbista központi irodáját megrohanták a rendőrök. A letartóztatások után egy időre eltűnt Petr Nečas, de távollétében is töretlen bizalmáról biztosította Nagyovát. Visszautasított minden, a lemondásáról szóló találgatást.
2013. június 14-én a Szervezett Bűnözés elleni részleg és az olomouci legfőbb ügyész hivatala bejelentette, hogy Nagyovát és a katonai titkosszolgálat vezetőit hivatali visszaélés és korrupció gyanújával vették őrizetbe. Nagyová, a miniszterelnök egyik legközelebbi munkatársa 2012 végén állítólag a hadügyminisztérium előzetes jóváhagyása nélkül Nečas feleségének megfigyeltetésére használta a titkosszolgálatokat. A rendőrség szerint ennek a megfigyelésnek kizárólag magánérdekei voltak. Petr Nečas a botrány kirobbanásakor már válófélben volt.

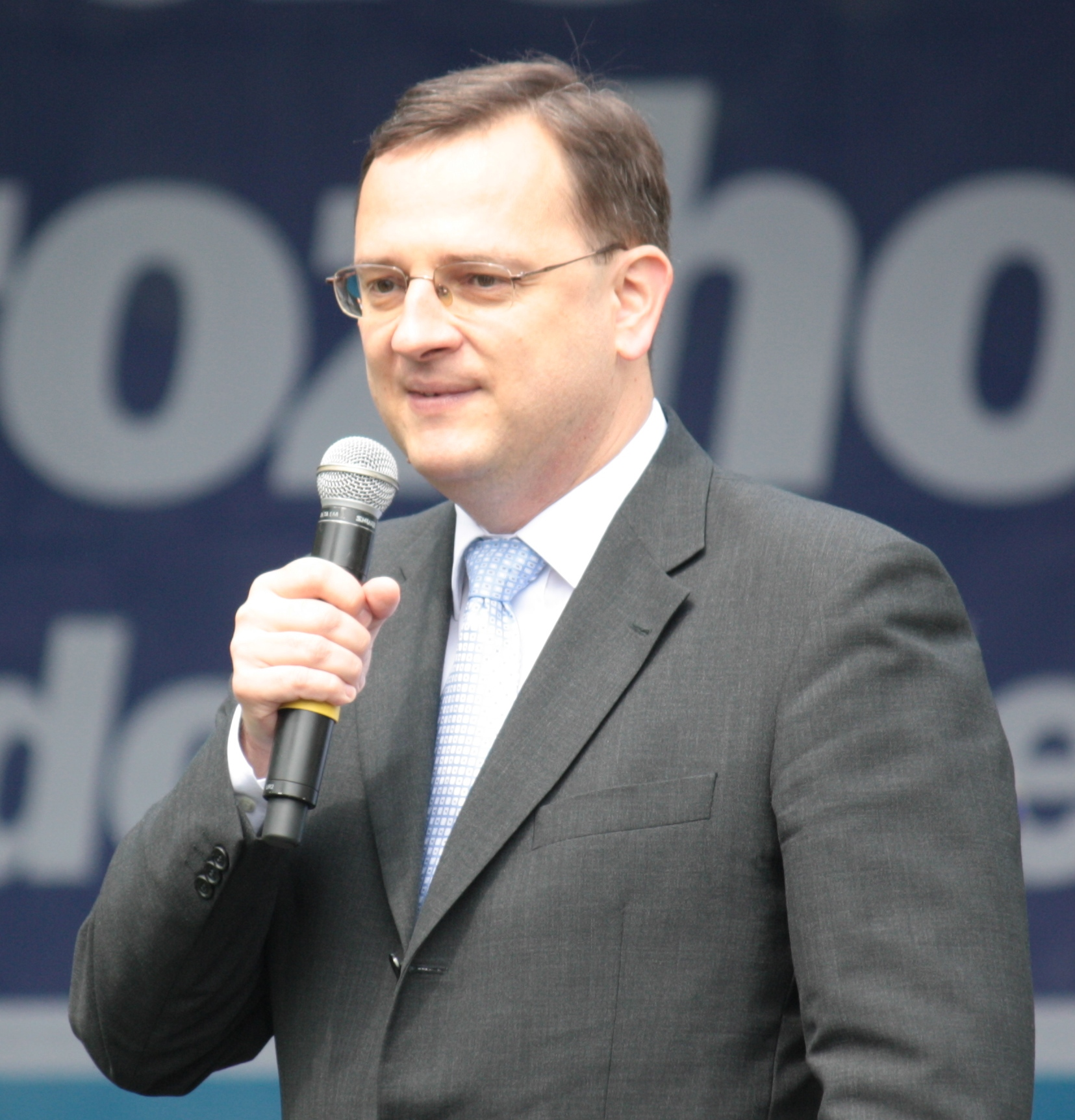
Petr Nečas miniszterelnök a botrány hatására lemondott a pozíciójáról (2010-es kép)

A vizsgálat egy másik szála azok ellen a lobbicsoportok és állami alkalmazottak ellen folyt, akik állítólag saját vagyoni érdekeiket szem előtt tartva próbálták meg befolyásolni az állami vállalatok döntéseit. A Szervezett Bűnözés elleni Osztály 120,16 milliárd cseh koronányi készpénzt és több kilogramm aranyat foglalt le. Különféle bűncselekményekkel nyolc embert vádoltak meg.
Nečas, miután az ellenzéki pártok követelték lemondását, többször is megerősítette, hogy hivatalában marad. Nyilatkozatban sajnálkozott Jana Nagyová tettei miatt, és tagadta, hogy tudott volna róluk. Bejelentette, hogy Nagyivá visszalépett a pozíciójából. A legnagyobb ellenzéki párt, a Cseh Szociáldemokrata Párt bizalmatlansági indítvány benyújtását tervezi a miniszterelnök ellen.
Az ostravai körzeti bíróság június 15-én elrendelte Nagyová, Páleník, Tluchoř, Fuksa, Jan Pohůnek (a katonai hírszerzés volt alkalmazottja), Marek Šnajd volt tisztviselő és Roman Boček, a Földművelésügyi Minisztérium volt alkalmazottja előzetes letartóztatását. Lubomír Poult nem vették őrizetbe, Milan Kovandát pedig szabad lábra helyezték.
2013. június 16-án Petr Nečas bejelentette, hogy 17-én, hétfőn benyújtja lemondását. "Tisztában vagyok azzal, magánéletem bonyodalmai hogyan befolyásolják a politikai színteret és az ODS lehetőségeit. Ki akarom hengsúlyozni, tisztában vagyok politikai felelősségemmel, és levonta ebből a megfelelő következtetéseket."
2013. június 16-án a Brnóban székelő legfelsőbb bíróság három volt képviselő, Ivan Fuksa, Marek Šnajdr és Petr Tluchoř ügyében úgy döntött, mivel a cselekmények idején megillette őket a mentelmi jog, ezért őket szabadon kell bocsátani. Erre még aznap sor is került. Jana Nagyová és más gyanusítottak 2013. június 19-én szabadultak az előzetes letartóztatásukból. A bíróság szerint elmúlt a tanuk befolyásának veszélye, mert a fő tanukat a bíróság már meghallgatta.
Egy cseh internetes hírügynökség szerint Nečas szeptember 21-én elvette Nagyovát.
2014. februárban Nečast vesztegetésért elítélték.

## Elemzés és következtetések
A cseh média és politikai elemzők szerint az ügy több, többé kevésbé összefüggő részből áll. Egy telefonbeszélgetésen alapuló, nyilvánosságra került rendőrségi dokumentum szerint a miniszterelnök feleségének megfigyelését teljes egészében magánérdekek, vezérelték, és a Nagyová s Nečas közötti kapcsolat jóval több volt, mint kollegiális. A Mladá fronta DNES újság a történteket így kommentálta: “Az előttünk lezajló történet teljesen megfelel egy jó mexikói telenovela elé állított elvárásoknak.”.
Számos tisztviselő őrizetbe vétele és letartóztatása azért volt még fájdalmasabb a miniszterelnök számára, mert többen ezeket a pozíciókat azért kapták, mert fontos parlamenti szavazásokkor a Civil Demokrata Párt álláspontját képviselték. Míg a rendőrök szerint ez korrupció volt, addig Nečas azt állította, ez egy megszokott politikai üzlet része. Nečasról a vizsgálatok alapján megállapították, hogy a tisztségviselőket a kinevezésekkel vesztegette meg.
A rendőrségi vizsgálatok több befolyásos prágai vállalkozó és lobbista, így Roman Janoušek és Ivo Rittig tevékenységére is kiterjedtek. A hatóságok több olyan befektetést is átvizsgáltak, melyet a Prágai Önkormányzat, valamint egyes állami felügyelet alatt álló intézmény eszközölt. Sem Janoušek, sem Rittig nem volt az országban a razzia idején.
A rendőrségi vizsgálatot azért indították, mert a feltevések szerint Grygárek, a Őrágai Legfőbb Ügyészség egyik volt tisztviselője olyan vállalkozók szövetségével volt kapcsolata, melynek tagjai állami szerződésekkel kapcsolatos visszaélésekben voltak érintettek. (Janoušek és Rittig is a gyanúsítottak között volt.) Grygáreket ekkor őrizetbe sem vették, és meg sem gyanusították. 2013 decemberében végül 2009-ben elkövetett, hatalommal való visszaélés miatt emeltek ellene vádat.